# Liste de films français sortis en 1981
Listes de films français
- 1977
- 1978
- 1979
- 1980
- 1981
- 1982
- 1983
- 1984
- 1985

Liste non exhaustive de films français sortis en 1981

## 1981
| Titre                                    | Réalisateur                   | Distribution                                                        | Genre                            |
| ---------------------------------------- | ----------------------------- | ------------------------------------------------------------------- | -------------------------------- |
| Une affaire d'hommes                     | Nicolas Ribowski              | Claude Brasseur, Jean-Louis Trintignant                             | Policier                         |
| Les Ailes de la colombe                  | Benoît Jacquot                | Isabelle Huppert, Dominique Sanda                                   | Drame                            |
| Allons z'enfants                         | Yves Boisset                  | Lucas Belvaux, Jean Carmet, Jean-Pierre Aumont                      |                                  |
| Le bahut va craquer                      | Michel Nerval                 | Michel Galabru, Claude Jade                                         | Comédie                          |
| Beau-Père                                | Bertrand Blier                | Patrick Dewaere, Ariel Besse                                        | comédie dramatique               |
| Les Bidasses aux grandes manœuvres       | Raphaël Delpard               | Michel Galabru, Betty Beckers, Paul Préboist                        | Comédie                          |
| Le Chêne d'Allouville                    | Serge Penard                  | Jean Lefebvre, Bernard Ménez, Henri Guybet                          | Comédie                          |
| La Chèvre                                | Francis Veber                 | Gérard Depardieu, Pierre Richard                                    | Comédie                          |
| Le Choix des armes                       | Alain Corneau                 | Yves Montand, Gérard Depardieu, Catherine Deneuve, Gérard Lanvin    | Drame, policier                  |
| Clara et les Chics Types                 | Jacques Monnet                | Thierry Lhermitte, Isabelle Adjani, Josiane Balasko, Daniel Auteuil | Comédie dramatique               |
| Coup de torchon                          | Bertrand Tavernier            | Philippe Noiret, Isabelle Huppert                                   | comédie dramatique, policier     |
| Croque la vie                            | Jean-Charles Tacchella        | Brigitte Fossey, Bernard Giraudeau, Carole Laure                    |                                  |
| Dernier Été                              | Robert Guédiguian             | Gérard Meylan, Ariane Ascaride                                      | Drame                            |
| Diva                                     | Jean-Jacques Beineix          | Frédéric Andrei, Richard Bohringer                                  | Policier                         |
| Eaux profondes                           | Michel Deville                | Isabelle Huppert, Jean-Louis Trintignant                            | Drame                            |
| Est-ce bien raisonnable ?                | Georges Lautner               | Miou-Miou, Gérard Lanvin, Michel Galabru                            | Comédie                          |
| Une étrange affaire                      | Pierre Granier-Deferre        | Michel Piccoli, Gérard Lanvin, Nathalie Baye                        | Drame                            |
| Faut s'les faire... ces légionnaires !   | Alain Nauroy                  | Jacques Bouanich, André Valardy, Henri Garcin                       | Comédie                          |
| La Femme d'à côté                        | François Truffaut             | Gérard Depardieu, Fanny Ardant                                      | Drame                            |
| La Femme de l'aviateur                   | Éric Rohmer                   | Philippe Marlaud, Marie Rivière                                     |                                  |
| La Fille prodigue                        | Jacques Doillon               | Jane Birkin, Michel Piccoli                                         | Drame                            |
| La Flambeuse                             | Rachel Weinberg               | Lea Massari, Gérard Blain, Laurent Terzieff                         | Drame                            |
| Les Folies d'Élodie                      | André Génovès                 | Marcha Grant, André Génovès Caroline Aguilar, Charlotte Walior      |                                  |
| Garde à vue                              | Claude Miller                 | Lino Ventura, Michel Serrault, Romy Schneider                       | Policier                         |
| La Guerre du feu                         | Jean-Jacques Annaud           |                                                                     | Film d'aventure préhistorique    |
| La Gueule du loup                        | Michel Léviant                | Miou-Miou, Paul Crauchet, Anémone                                   | Policier                         |
| Les hommes préfèrent les grosses         | Jean-Marie Poiré              | Josiane Balasko                                                     | Comédie                          |
| Hôtel des Amériques                      | André Téchiné                 | Catherine Deneuve, Patrick Dewaere                                  | Film dramatique, Film romantique |
| Le Jardinier                             | Jean-Pierre Sentier           | Maurice Bénichou                                                    |                                  |
| Le Maître d'école                        | Claude Berri                  | Coluche, Josiane Balasko                                            | Comédie                          |
| Malevil                                  | Christian de Chalonge         | Michel Serrault, Jacques Dutronc, Jean-Louis Trintignant            |                                  |
| Les matous sont romantiques              | Sotha                         | Henri Guybet, Patrick Dewaere, Romain Bouteille                     | Comédie                          |
| Neige                                    | Jean-Henri Roger Juliet Berto | Juliet Berto, Jean-François Stévenin, Patrick Chesnais              | Drame                            |
| L'Ombre rouge                            | Jean-Louis Comolli            | Claude Brasseur, Jacques Dutronc, Nathalie Baye                     |                                  |
| La Passante du Sans-Souci                | Jacques Rouffio               | Romy Schneider, Michel Piccoli                                      | Drame                            |
| Pétrole ! Pétrole !                      | Christian Gion                | Jean-Pierre Marielle, Catherine Alric                               | Comédie                          |
| Plein sud                                | Luc Béraud                    | Clio Goldsmith, Patrick Dewaere, Jeanne Moreau                      | Drame                            |
| Pourquoi pas nous ?                      | Michel Berny                  | Aldo Maccione, Dominique Lavanant, Florence Giorgetti               | Comédie                          |
| Prends ta Rolls et va pointer            | Richard Balducci              | Jean Lefebvre, Micheline Luccioni                                   | Comédie                          |
| Le Professionnel                         | Georges Lautner               | Jean-Paul Belmondo                                                  |                                  |
| Putain d'histoire d'amour                | Gilles Béhat                  | Richard Berry, Mirella D'Angelo, Évelyne Dress                      | Drame                            |
| Signé Furax                              | Marc Simenon                  | Bernard Haller, Jean-Pierre Darras, Jean Le Poulain                 | Comédie                          |
| La Soupe aux choux                       | Jean Girault                  | Louis de Funès, Jean Carmet, Jacques Villeret                       | Comédie                          |
| Les Uns et les Autres                    | Claude Lelouch                | Robert Hossein, Nicole Garcia, James Caan                           | Drame                            |
| Viens chez moi, j'habite chez une copine | Patrice Leconte               | Michel Blanc, Bernard Giraudeau                                     | Comédie                          |